# Жадобин, Олег Владимирович
Олег Владимирович Жадобин  (р. 30 декабря 1978, Люберцы) ― российский бизнесмен и общественный деятель, мастер спорта по боксу, промоутер, бывший генеральный секретарь Федерации бокса России, соучредитель сети спортивных клубов «Академия бокса».

## Биография
Олег Жадобин родился 30 декабря 1978 года в Люберцах. Занятия боксом начал в 10 лет с подачи родителей. В 16 лет выполнил норматив мастера спорта. Регулярно посещал сборы и юниорские соревнования, входил в сборную России, занимал призовые места на чемпионатах различного уровня. Серьёзные тренировки по боксу продолжались до 20 лет.
В 16 лет поступил в Московскую государственную академию физической культуры и спорта. Параллельно с занятиями боксом тренировал детские группы.

## Интересные факты
22 июля 2017 года в «Академии бокса» Олега Жадобина состоялась открытая тренировка по боксу с участием Флойда Мейвезера. Эта тренировка попала в книгу рекордов Гиннесса, как самая массовая тренировка по боксу.